# Cornelius Schilder
Cornelius Schilder MHM (ur. 19 września 1941 w Westwoud) – holenderski duchowny rzymskokatolicki posługujący w Kenii, w latach 2003-2009 biskup Ngong.

## Życiorys
Święcenia kapłańskie przyjął 29 czerwca 1968 w Stowarzyszeniu Misjonarzy św. Józefa z Mill Hill. Po święceniach został wychowawcą w niższym seminarium zakonnym w Tilburgu. W 1970 wyjechał do Kenii i pracował duszpastersko na terenie diecezji Ngong. W 1998 został wybrany zastępcą przełożonego prowincji Afryka Środkowa, zaś dwa lata później objął w niej przewodnictwo.
23 listopada 2002 został prekonizowany biskupem Ngong. Sakrę biskupią otrzymał 25 stycznia 2003.
1 sierpnia 2009 zrezygnował z urzędu. Początkowo jako powód rezygnacji podawano zły stan zdrowia biskupa, jednak w 2011 generał Misjonarzy św. Józefa poinformował, że Schilder został oskarżony o molestowanie 14-letniego chłopca w czasie pracy misyjnej w Ngong. Kongregacja ds. Ewangelizacji Narodów uznała biskupa winnym i zakazała mu dalszej pracy duszpasterskiej.